# Barbara-Stollen (Dellach im Drautal)
Der Barbara-Stollen ist ein ehemaliges Bergwerk und Heilstollen im Ortsteil Holztratten von Dellach im Drautal, Kärnten. In ihm entspringt die Barbara-Quelle.
Der Stollen führt etwa 350 m tief in den Berg. Der Bergbau dürfte auf den Anfang des 18. Jahrhunderts zurückreichen. 1876 wurde der Bergbau eingestellt, da zu viel Zink und zu wenig Blei im Hauwerk war. Der Stollen hat eine konstante Temperatur von 10 °C und eine Luftfeuchtigkeit von 100 %. 2004 wurde der Barbara-Stollen zur Untersuchung für medizinische Nutzung von Stollen und Quelle wieder geöffnet. 2007 wurde er als natürliches Heilvorkommen von der Kärntner Landesregierung anerkannt.